# Tepidarij
Tepidarij (latinsko tepidarium) je bila topla kopalnica rimskih kopališč, ogrevana s talnim in stenskim gretjem (hipokavst). Perijetna stalna temperatura v tepidariju je prijetno vplivala na vzdušje obiskovalcev.
Zanimiv je tepidarij v Pompejih. Pokrit je bil s polkrožnim sodčkastim stropom, okrašenim z reliefi in štukaturami. Na stenah je bil niz kvadratne niš, ločenih z Atlanti.  
Tepidarij rimskih term je bil velika osrednja dvorana, okoli katere so bili razporejeni drugi ključni prostori. Obiskovalci so se verjetno zbirali v tepidariju in se tam odločali za obisk vročega (caldaria) ali hladnega kopališča (frigidarium). Tepidarij je bil običajno okrašen z najdražjim marmorjem, mozaiki in dragocenimi kipi.  Svetlobo je dobival skozi okna pod stropom prednjega in zadnjega dela prostora (clerestorium). 
V Karakalovih termah, na primer,  so v tepidariju stali kipi farneškeg Herkula, farneškega bika, dveh gladiatorjev, sarkofag iz zelenega bazalta in številni drugi zakladi. Kipe so odkrili med izkopavanji papeža Pavla III. in jih poslali v Vatikan in Nacionalni arheološki muzej Neaplja.

## Vira
- Francesco Di Capua. Appunti su l'origine e sviluppo delle terme romane.  Napoli, Arti Grafiche, 1940.
- Chisholm, Hugh, urednik (1911). "Tepidarium". Encyclopædia Britannica (11th ed.). Cambridge University Press.